# Erste Deutsche Daunendeckenfabrik Kirchner & Griebe

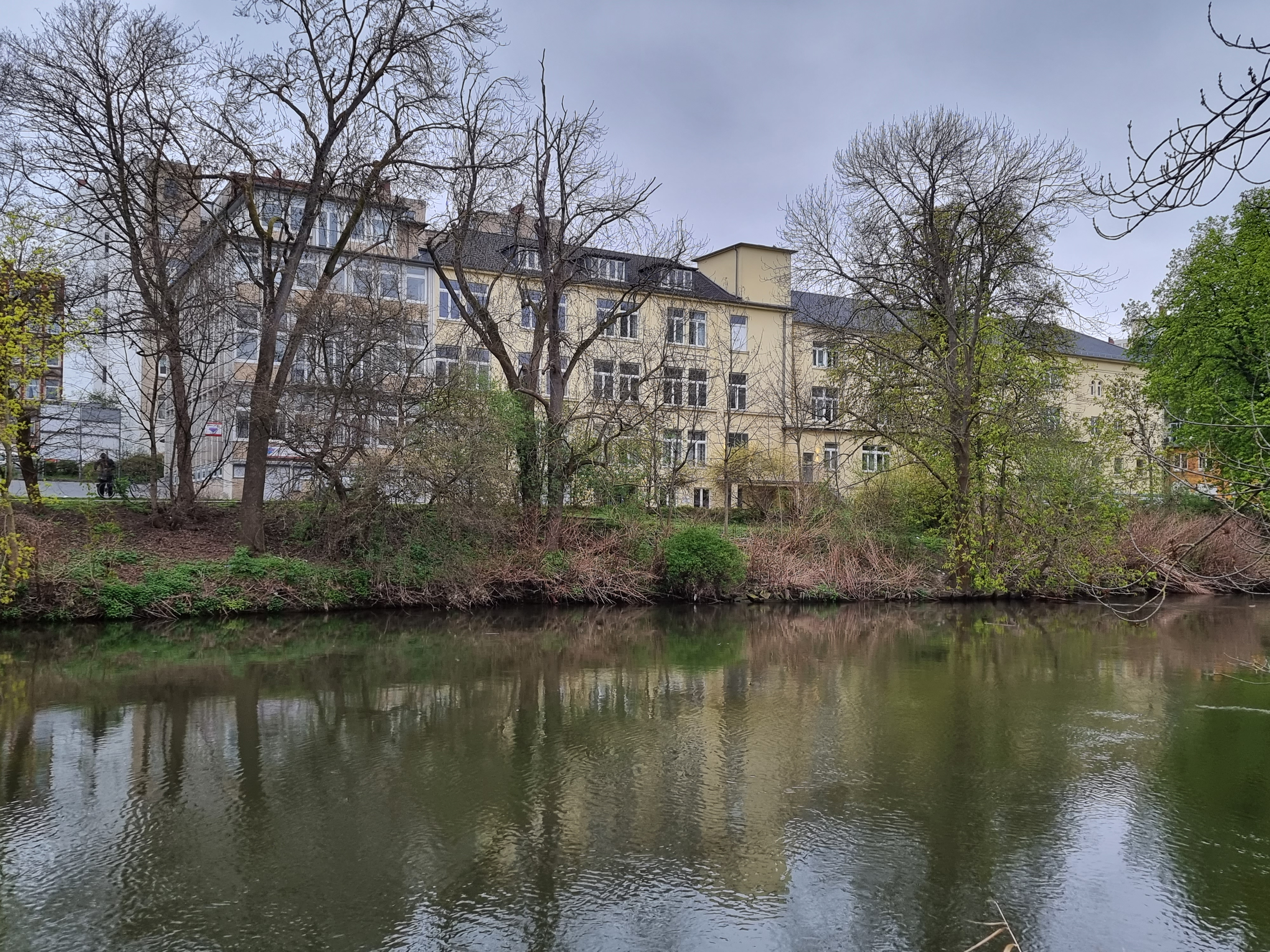
Blick über die Ihme auf den von der Daunendeckenfabrik erworbenen ehemaligen Lindenhof am Bürgerpark in Linden (2022)

Die Erste Deutsche Daunendeckenfabrik Kirchner & Griebe in Hannover, auch Frankona-Werk Kirchner & Griebe genannt, war einer der bedeutendsten Daunendecken- und Bettwaren-Hersteller in der Bundesrepublik Deutschland. Sie wurde später Teil des Bettwarenproduzenten Paradies.

## Geschichte
Die Daunenfabrik entstand im Jahr 1879, als der Firmengründer Eduard Frankenberg „[...] als erster in Deutschland die Bedeutung der Daunendecke erkannt“ und – geschützt durch ein Patent – diese auch erfunden hatte. Nachdem er sein Unternehmen in Hannover anfangs noch als kleinen Handwerksbetrieb geführt hatte, als Deutsche Patent-Daunen-Steppdecken-Fabrik in der Nordmannstraße 15 in Hannover, wurden die Frankona-Daunendecken bereits um die Jahrhundertwende auf internationalen Ausstellungen in Paris und London prämiert. Bald schon konnte Frankenberg, der als Begründer eines neuen Gewerbes in Deutschland gilt, in London seine zweite Fabrik eröffnen.
1915 übernahmen Eduard Kirchner und Etty Griebe das Erbe Frankenbergs und bauten das Werk und das Produktionsprogramm in Hannover weiter aus. Sie verlegten den Betrieb aus bisher gemieteten Gewerberäumen in den „Lindenhof“ in Linden unter der Adresse Deisterstraße 15 nahe dem Schwarzen Bär, den sie im Jahr des Höhepunktes der Deutschen Hyperinflation 1923 käuflich erwarben und ausbauten. Lage
Durch die Luftangriffe auf Hannover im Zweiten Weltkrieg wurde die Daunendeckenfabrik in Linden im September 1943 mit dem gesamten Inventar nahezu vollständig zerstört.
Nach 1945 wurde Waldemar Claus neuer Inhaber des ausgebombten Unternehmens, mit Albert Hiller als Teilhaber. Sie konnten an Stelle eines großen Trümmerhaufens erst ganz allmählich bis 1950 ein neues und vergrößertes Werk mit einem modernen Maschinenpark errichten, das mit nun 7000 Quadratmetern mehr Arbeitsräume und Arbeitsplätze mit viel Licht, Luft und Sonne für bald mehr als 500 Betriebsangehörige bot. Etwa 80 Prozent der damaligen Belegschaft waren Frauen, darunter viele aus Hannover-Ricklingen.
In den 1950er Jahren erweiterte der neue Firmenleiter das Produktionsprogramm zudem um Spezialartikel wie Anti-Rheuma-Trikotdecken und -Unterdecken. Mit Erzeugnissen unter dem Markennamen Frankona wie Steppdecken, Daunen- und Tagesdecken, Matratzen und Reformunterbetten entwickelte sich das als Kommanditgesellschaft geführte Unternehmen trotz großer Konkurrenz zu einem der bedeutendsten Bettwarenhersteller in der Bundesrepublik Deutschland.
Für die weiter ansteigende Produktion reichten die Räumlichkeiten des Frankona-Werks Kirchner & Griebe am Schwarzen Bären bald nicht mehr aus, so dass die Unternehmensleitung Anfang 1958 einen Neubau der Fabrik an der Göttinger Chaussee an Stelle der dort bereits 25 Jahre betriebenen Kleingartenkolonie Am Mühlenholz plante. Den dortigen Kleingärtnern bot die Stadt Hannover Ersatzflächen für ihre Grünanlagen an.Lage
Im Jahr 1965 wurde die Erste Deutsche Daunendeckenfabrik Kirchner & Griebe von dem bereits 1854 gegründeten Bettwaren- und als Familienbetrieb in Neukirchen-Vluyn am Niederrhein geführten Unternehmen Paradies aufgekauft. Diese neue GmbH errichtete 1970 abermals ein neues Fabrikgebäude in Hannover-Marienwerder, zugleich Fabrikverkaufsstelle in der dortigen Merkurstraße 9.Lage
Hingegen wurde die ehemalige Erste Deutsche Daunendeckenfabrik Kirchner & Griebe, im Handelsregister beim Amtsgericht Hannover unter der Nummer HRA 12740 eingetragen, dort gelöscht.